# Óblast de Batumi
Batumi (en ruso: Батумская область') era una óblast (provincia) establecida en el año 1903 por la segregación de los ókrug de Batumi y Artvin (conquistados por el Imperio ruso al otomano en 1878) de la Gobernación de Kutaisi, quedando al mando de un gobernador militar. Su capital era la ciudad de Batumi. 
El territorio conforma la región de Ayaria, cuya parte sur se incorpora a Turquía, y la norte se constituye la República Autónoma de Ayaria, dentro de la República Socialista Soviética de Georgia, mediante los tratados de Moscú y Kars de 1921. Estaba dividida en los siguientes ókrugs:
- Ókrug de Artvin ( Артвинский округ)
- Ókrug de Batumi ( Батумский округ)

## Evolución de la población[2]
| 1872-1874 | 1883-1884 | 1894      | 1897       | 1915      | verstas2 |
| --------- | --------- | --------- | ---------- | --------- | -------- |
| -         | 50.9 hab. | 73.5 hab. | 144.6 hab. | 84.6 hab. | 6.1 Vst2 |

Según el censo ruso de 1897, el 64% de la población era georgiana, el 12% armenia, el 12% turco musulmana y un 7% rusa.